# Progressive Trance
Progressive Trance ist eine Form der Trance-Musik.

## Charakteristik
„Progressiv“ bedeutet „fortschreitend“, „aufbauend“. Damit ist der typische, sukzessive Aufbau der Kompositionen gemeint, der sich meist über mehrere Minuten erstreckt und stark im Gegensatz zur klassischen Strophe-Refrain-Struktur steht, die man auch oft bei Trance antrifft. In einer Geschwindigkeit von etwa 128 bis 134 BPM wird im 4/4-Takt jedes Viertel mit einer Bass drum betont. Hi-Hats und Snares sind typischerweise auf gerade (d. h. nicht punktierte) Sechzehntel verteilt. Diese Musikart charakterisiert weiterhin ein gewisses Maß an Innovation. Die Stücke sind meist minimalistischer ausgeprägt, vor allem aber sind sie gekennzeichnet durch eine feinere Ausarbeitung und mehr Detailvielfalt. Die Tonwahl orientiert sich an der Harmonik, vermittelt aber kaum klassische Melodien wie bei „traditionellem“ Trance.
Traditioneller Trance verlagert seinen Fokus mehr auf die Melodien und auf die perkussiven Klänge. Darüber hinaus kommen bei Trance schwerere Reverbs und Delays zum Einsatz und erzeugen so eine düstere Atmosphäre. Progressive Trance konzentriert sich mit einem stetigen Fluss stärker auf den progressiven Verlauf als die traditionelle Trance-Musik, welche auch aus spektakulären Build-Ups und ebenso spektakulären Pausen besteht.
Stiltypische Tracks:
- 2000: Goldenscan –  Sunrise (Tiesto Remix)
- 2000: Push – Strange World
- 2001: Tiësto – Suburban Train
- 2003: Ticon – Back To Basic
- 2004: Tilt – The World Doesn't Know
- 2005: Markus Schulz feat. Airwave – Ballymena
- 2005: Above & Beyond vs. Andy Moor – Air For Life
- 2009: Gaia – Tuvan
- 2010: Arnej – They Need Us
- 2012: Stoneface & Terminal – Gallery Of Sound
- 2014: Tommy Johnson –  Son Of Light
- 2018: Rio Lorenzo –  Aurora

Bekannte Vertreter von Progressive Trance:
- Airwave
- Andy Moor
- Markus Schulz
- Above & Beyond
- Andrew Bayer

### Progressive Psytrance
In der Goaszene findet sich auch der Ausdruck Progressive Psytrance (auch unter den Namen Offbeat und Hamburg Psy bekannt), der sich in der Regel durch eine rollende Bassline und einen Tempobereich von 136 bis 143 BPM auszeichnet sowie einem sich minimalistisch, progressiv aufbauenden Psytrance mit einer eher hüpfenden Bassline und oft flächigen oder knarzenden Sounds.
Stiltypische Tracks:
- 2011 Neelix – Expect What
- 2012 Astrix – Type 1
- 2012 Phaxe – Who Cares
- 2013 Ace Ventura – Presence

Bekannte Vertreter von Progressive Psytrance:
- Solid State - Welcome Home
- Neelix
- Interactive Noise
- Ace Ventura (hauptsächlich Psytrance, macht aber auch einzelne Progressive-Tracks)
- Astrix (hauptsächlich Psytrance, macht aber auch einzelne Progressive-Tracks)
- Phaxe
- Morten Granau
- Metronome
- Arctika
- Sphynx